# 자코바속

자코바속(Jakoba)은 엑스카바타계에 속하는 원생생물 속의 일종이다. 현재, 단일종 자코바 리베라(J. libera)만이 기술되어 있다.

## 생활사
자코바는 무성 생식의 일종인 이분법(binary fission)을 통해 생식을 한다. 유성 생식 또는 피낭체(cyst) 형성은 관찰되지 않는다.